# Chuxiong
Chuxiong (Kinesisk skrift: 楚雄; pinyin: Chǔxióng; Wade-Giles: Ch'ǔ-hsiúng) er et autonomt præfektur for yi-folket og ligger i den nordlige del af den kinesiske provins Yunnan. Præfekturet har et areal på 29.258 km² og en befolkning på 2.610.000 mennesker (2007) med en befolkningstæthed på 89 indb./km².

## Administrative enheder
Det autonome præfektur Chuxiong har jurisdiktion over et byamt (市 shì) og 9 amter (县 xiàn).
| Kort               | Kort      | Kort   | Kort           | Kort                   | Kort        | Kort       |
| ------------------ | --------- | ------ | -------------- | ---------------------- | ----------- | ---------- |
| Kort over Chuxiong |           |        |                |                        |             |            |
| #                  | Navn      | Hanzi  | Pinyin         | Befolkning (2003 est.) | Areal (km²) | Indb./km²) |
| Byamter            |           |        |                |                        |             |            |
| 1                  | Chuxiong  | 楚雄市 | Chǔxióng Shì   | 490.000                | 4.482       | 109        |
| Amter              |           |        |                |                        |             |            |
| 2                  | Shuangbai | 双柏县 | Shuāngbǎi Xiàn | 150.000                | 4.045       | 37         |
| 3                  | Mouding   | 牟定县 | Móudìng Xiàn   | 200.000                | 1.494       | 134        |
| 4                  | Nanhua    | 南华县 | Nánhuá Xiàn    | 230.000                | 2.343       | 98         |
| 5                  | Yao'an    | 姚安县 | Yáo'ān Xiàn    | 200.000                | 1.803       | 111        |
| 6                  | Dayao     | 大姚县 | Dàyáo Xiàn     | 280.000                | 4.146       | 68         |
| 7                  | Yongren   | 永仁县 | Yǒngrén Xiàn   | 100.000                | 2.189       | 46         |
| 8                  | Yuanmou   | 元谋县 | Yuánmóu Xiàn   | 210.000                | 1.803       | 116        |
| 9                  | Wuding    | 武定县 | Wǔdìng Xiàn    | 260.000                | 3.322       | 78         |
| 10                 | Lufeng    | 禄丰县 | Lùfēng Xiàn    | 420.000                | 3.631       | 116        |

## Etnisk befolkningssammensætning (2000)
| Folkegruppe | Indbyggere | Andel  |
| ----------- | ---------- | ------ |
| Hankinesere | 1.714.851  | 67,45% |
| Yi          | 668.937    | 26,31% |
| Lisu        | 51.553     | 2,03%  |
| Miao        | 41.077     | 1,62%  |
| Dai         | 20.514     | 0,81%  |
| Huikinesere | 20.189     | 0,79%  |
| Bai         | 15.251     | 0,6%   |
| Hani        | 5.376      | 0,21   |
| Andre       | 4.782      | 0,18%  |

## Trafik
Kinas rigsvej 320 går gennem området. Den begynder i Shanghai og løber mod sydvest til grænsen mellem provinsen Yunnan og Burma. Undervejs passerer den blandt andet Hangzhou, Nanchang, Guiyang, Kunming og Dali.
25°2′N 101°33′Ø / 25.033°N 101.550°Ø